# Hans Ulrich Moritz von Scheel
Hans Ulrich Moritz von Scheel (19. juni 1753 i Rendsborg – 3. januar 1832 i Helsingør) var en dansk officer, bror til Heinrich Otto von Scheel.
Kun 8 år gammel blev han kornet reformé, 1763 sekondløjtnant og 1777 premierløjtnant. Efter at have flakket om ved forskellige regimenter havnede han 1785 i Danske Livregiment, hvor han 1787 blev kaptajn og 1798 major. 1803 fik han bataljon i Marinekorpset og deltog med dette i Københavns forsvar 1807. Efter englændernes bortgang blev han oberstløjtnant og kommandør for kystbevogtningen mellem København og Helsingør. Det følgende år var han en kort tid pladskommandant i Roskilde i anledning af spaniernes opstand og kom derefter til Kronborg, hvor han med en kort afbrydelse forblev resten af sin tjenestetid, først som interimskommandant og fra 1811 som virkelig kommandant; 1810 var han blevet oberst. Så længe krigen varede, havde Scheel en vanskelig og ubehagelig stilling; fæstningen kunne ikke beherske Sundets indløb. Det gik endda an med englænderne; thi med dem var man i krig, og dem skød man på, når man kunne træffe, og somme tider også for moralens skyld, når de var uden for skytsets rækkevidde; men værre var det med svenskerne, med hvem man fra 1809-13 levede i officiel fred; de drillede og udæskede på enhver måde Kronborgs kommandant ved at konvojere engelske skibe, stoppe postgangen, chikanere danske fartøjer og begunstige smuglere. Scheel måtte også kæmpe med indre fjender, idet Kronens Regiment, som udgjorde en del af garnisonen, 1812 gjorde mytteri, så at det måtte forlægges til andre egne. Samme år blev Scheel generalmajor og formand i en kommission, der skulle indgive forslag til Kronborgs indretning til en virkelig fæstning. Projekterne om at afbryde tårnene og nedtage slottets tage blev dog aldrig ført ud i livet. Fra november 1813 til februar 1814 var Scheel interimskommandant i København og vendte så tilbage til Kronborg, hvor han levede endnu en årrække, hædret af sin konge, der 1826 gav ham Kommandørkorset af Dannebrogordenen, og agtet af sine medborgere, der holdt meget af den gamle hæderlige kommandant "med det venlige Gubbeansigt". I 1818 ødelagde en stormflod en del af de ydre fæstningsværker mod havet, og von Scheel påbegyndte en genopførelse. Han gik af som generalløjtnant 1829 og døde ugift i Helsingør 3. januar 1832.